# Théâtre d'opéra et de ballet de Perm
Le Théâtre d'opéra et de ballet P. I. Tchaïkovski de Perm (en russe : Пермский театр оперы и балета имени П. И. Чайковского / Permskij teatr opery i baleta imeni P. I. Čajkovskogo) est un théâtre d'opéra et de ballet à Perm, en Russie.

## Histoire
L'opéra d'Antonio Spadavecchia Le Chemin des tourments (d'après le roman éponyme d'Alexis Tolstoï) a été créé au théâtre d'opéra et de ballet de Perm en 1953.